# Una chica fácil
Una chica fácil (en francés: Une fille facile) es una película francesa de 2019 dirigida por Rebecca Zlotowski, protagonizada por Mina Farid, Zahia Dehar, Benoît Magimel y Nuno Lopes.
Presentada en la Quincena de Realizadores de Cannes, obtuvo el Premio SACD a Mejor Película en francés.
Distribuida internacionalmente por Netflix desde el 13 de agosto de 2020.

## Argumento
Naïma (Mina Farid) es una joven de apenas dieciséis años que vive en Cannes. Sin saber qué hacer aún con su vida, recibe la visita de su prima Sofia (Zahia Dehar) desde París para pasar juntas las vacaciones. Junto a Sofia, de un estilo más desinhibido, pasarán un verano inolvidable, donde conocerán a dos hombres mayores que pasean por la Costa Azul en yate.

## Elenco
- Mina Farid: Naïma
- Zahia Dehar: Sofia
- Benoît Magimel: Philippe
- Nuno Lopes: Andres
- Clotilde Courau: Calypso
- Loubna Abidar: Dounia
- Lakdhar Dridi: Dodo

## Producción
Una chica fácil fue el cuarto largometraje dirigido por Rebecca Zlotowski. La directora se inspiró en un artículo escrito en primera persona sobre dos hombres casados y dos mujeres jóvenes que pasaron tiempo juntos en un yate en la Costa Azul. En el papel de Sofia, Zlotowski eligió a la exescort Zahia Dehar, involucrada en el affaire Zahia con futbolistas como Karim Benzema y Franck Ribéry revelado en 2010. Zlotowski estaba fascinada por la historia, y la contactó después de que Dehar le diera «Me gusta» a una de sus publicaciones en Instagram.
Zlotowski escribió el guion de la película en tres semanas. El rodaje tuvo lugar en Cannes, Niza y Saint-Jean-Cap-Ferrat en 2018. Las escenas de Calypso se rodaron durante dos días en el Señorío de Rayol, en las terrazas de la Casa de la Playa (Maison de la Plage) y la Villa Rayolet, y en algunos de sus jardines. El cartel de la película es en estas locaciones.

## Recepción
En el sitio Rotten Tomatoes tiene una calificación de 95 % basada en 19 reseñas. En el sitio Metacritic tiene una media de 78 sobre 100 basada en ocho críticas.
Luego de su estreno en Netflix, alcanzó el décimo lugar en las películas más vistas de la plataforma en su fin de semana estreno en Estados Unidos.

## Premios
- Quincena de Realizadores: Premio SACD (Société des Auteurs et Compositeurs Dramatiques) a la mejor película en francés.[1][2]